# Schreibersit
Schreibersit, unter anderem auch als Dyslysit und Glanzeisen bekannt, ist ein selten vorkommendes Mineral aus der Mineralklasse der „Elemente“ mit der chemischen Zusammensetzung (Fe,Ni)3P und ist damit chemisch gesehen ein Eisen-Nickel-Phosphid. Die in den runden Klammern angegebenen Elemente Eisen und Nickel können sich in der Formel jeweils gegenseitig vertreten, stehen jedoch immer im selben Verhältnis zum Phosphor.
Schreibersit kristallisiert im tetragonalen Kristallsystem, entwickelt aber nur selten kleine, tafelige Kristalle. Meist findet er sich in Form körniger bis massiger Mineral-Aggregate oder als xenomorphe Einsprenglinge.
Das Mineral ist in jeder Form undurchsichtig und zeigt auf den Oberflächen der silberweißen bis zinnweißen Kristalle oder Aggregate einen starkem Metallglanz. An der Luft läuft das Mineral allerdings schnell messinggelb bis braun an und es wird matt. Seine Strichfarbe ist dagegen immer dunkelgrau.

## Etymologie und Geschichte

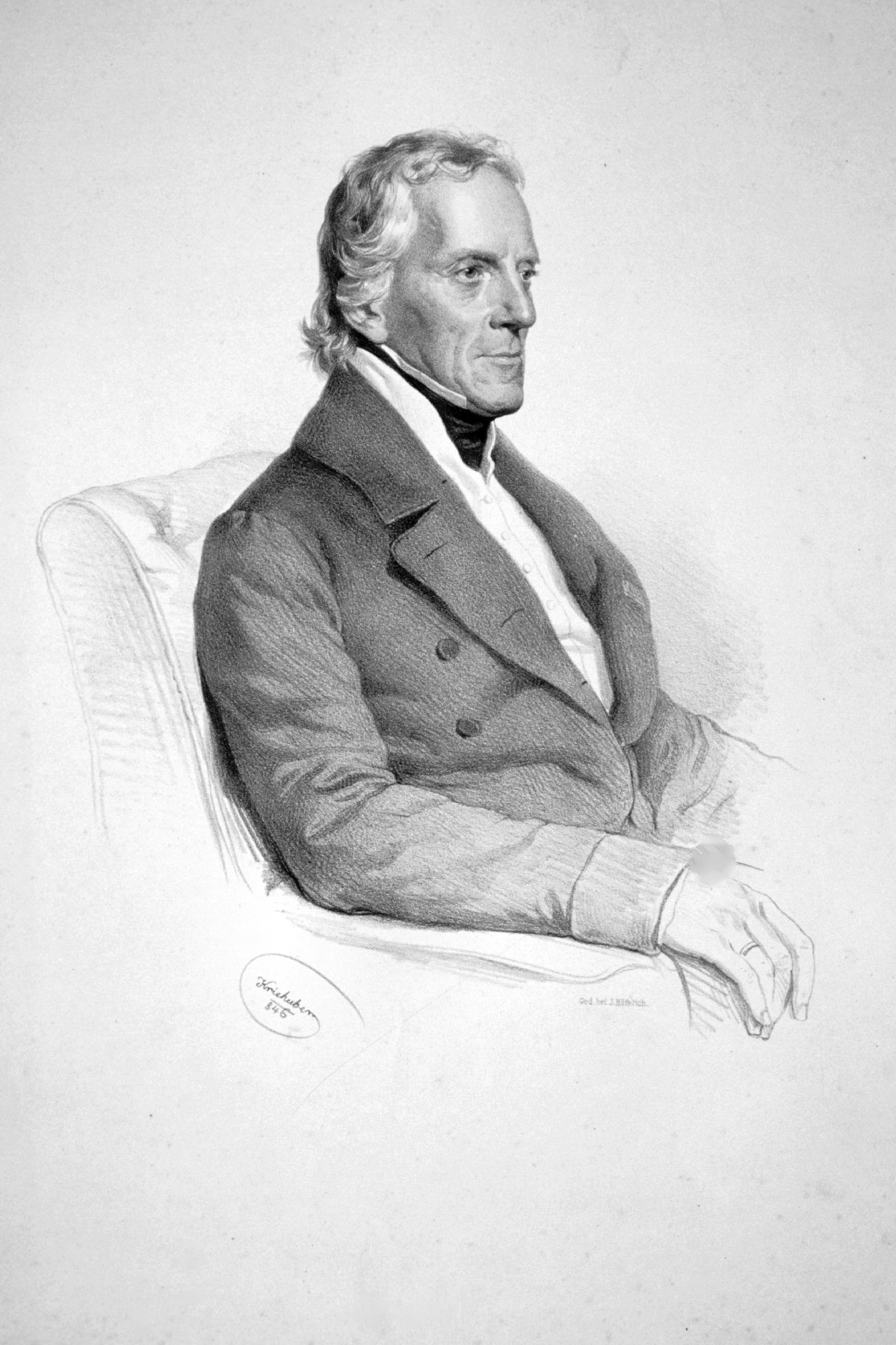
Karl Franz Anton von Schreibers, Lithographie von Josef Kriehuber, 1846

Erstmals erwähnt wird das Mineral durch Jöns Jakob Berzelius, der eine metallische Verbindung in hellstahlgrauen Blättchen und Körnern im Meteoriten Bohumilitz entdeckte, der 19. September 1829 auf einem Acker nahe der Burg Bohumilitz bei Bohumilice (deutsch Bohumilitz) gefunden wurde. Die Verbindung setzte sich seinen Analysen zufolge aus Eisen, Nickel und Phosphor zusammen.
1848  beschrieb Wilhelm von Haidinger in seinem Bericht über die 3. Versammlung am 16. Juli 1847 in den Mittheilungen von Freunden der Naturwissenschaften in Wien, dass Adolf Patera (1819–1894) im Magura-Meteoriten (Synonym Arva) eine sehr ähnliche Verbindung fand und die ungefähre Zusammensetzung, bestehend aus ≈ 7,26 % Phosphor, ≈ 87,20 % Eisen und ≈ 4,24 % Nickel sowie etwas Kohle, ermittelte. Trotz einer erst später möglichen, genaueren Analyse durch größere Mengen entsprechenden Materials, einigten sich Haidinger und Patera darauf, die Ergebnisse bereits zu diesem Zeitpunkt zu veröffentlichen, um die Gelegenheit nicht zu versäumen, einen Namen für das neue Mineral vorschlagen zu können. Patera wählte den Namen zu Ehren des österreichischen Naturwissenschaftlers Karl Franz Anton von Schreibers.
Die genaue Zusammensetzung (Fe,Ni)3P wurde 1969 durch Fritz-Dieter Doenitz und die Kristallstruktur 2005 durch Roman Skála und Ivana Císařová endgültig bestimmt.
Typmaterial, das heißt Mineralproben aus der Typlokalität des Minerals, wird im Naturhistorischen Museum Wien aufbewahrt.

## Klassifikation
In der mittlerweile veralteten, aber noch gebräuchlichen 8. Auflage der Mineralsystematik nach Strunz gehörte der Schreibersit zur Mineralklasse der „Elemente“ und dort zur Abteilung der „Metalle, Legierungen und intermetallische Verbindungen“, wo er zusammen mit Allabogdanit, Barringerit, Florenskyit, Melliniit und Nickelphosphid die unbenannte Gruppe I/A.11 bildete.
Die seit 2001 gültige und von der International Mineralogical Association (IMA) verwendete 9. Auflage der Strunz’schen Mineralsystematik ordnet den Schreibersit ebenfalls in die Klasse der „Elemente“ und dort in die Abteilung der „Metallischen Kohlenstoff-, Stickstoff- und Phosphorverbindungen“ ein. Diese Abteilung ist allerdings weiter unterteilt nach der Art der Verbindung, so dass das Mineral entsprechend seiner Zusammensetzung in der Unterabteilung der „Phosphide“ zu finden ist, wo es zusammen mit Nickelphosphid die unbenannte Gruppe 1.BD.05 bildet.
Auch die vorwiegend im englischen Sprachraum gebräuchliche Systematik der Minerale nach Dana ordnet den Schreibersit in die Klasse der „Elemente“ und dort in die gleichnamige Abteilung ein. Hier ist er zusammen mit Barringerit, Nickelphosphid, Allabogdanit, Melliniit und Monipit in der „Barringeritgruppe, Phosphide“ mit der System-Nr. 01.01.21 innerhalb der Unterabteilung der „Elemente: Metallische Elemente außer der Platingruppe“ zu finden.

## Kristallstruktur
Schreibersit kristallisiert tetragonal in der Raumgruppe I4 (Raumgruppen-Nr. 82) mit den Gitterparametern a = 9,04 Å und c = 4,46 Å sowie 8 Formeleinheiten pro Elementarzelle.
Nickelphosphid (Ni3P bzw. (Ni,Fe)3P) ist das Nickel-Analogon von Schreibersit, der ebenfalls in tetragonaler Symmetrie kristallisiert, jedoch mit abweichenden Gitterparametern.

## Eigenschaften
Mit einer Mohshärte von 6,5 bis 7 gehört Schreibersit zu den harten Mineralen, das sich schlechter als das Referenzmineral Orthoklas (Härte 6) mit einer Stahlfeile ritzen lässt oder wie das Referenzmineral Quarz (Härte 7) in der Lage ist, Fensterglas zu ritzen.
Die gemessene Dichte von Schreibersit schwankt zwischen 7,0 und 7,3 g/cm3 und ist abhängig vom Nickelgehalt. Die anhand der kristallographischen Daten errechnete Dichte schwankt ebenfalls abhängig vom enthaltenen Nickel zwischen 7,12 und 7,44.
Das Mineral gilt als stark magnetisch.

## Modifikationen und Varietäten
Rhabdit ist ein Synonym für eine Ausbildungs-Varietät von Schreibersit und wird für idiomorphe Kristalle mit kurzprismatischem oder stängeligem bis nadeligem Habitus verwendet. Den Begriff prägte Gustav Rose 1865 bei der mikroskopischen Untersuchung verschiedener Meteorite bei dem Versuch einer systematischen Einteilung derselben. Er beschrieb die Kristallgestalt als prismatische, sehr dünne Stäbe und benannte sie daher nach dem griechischen Wort ῥάβδος [rhábdos] für Rute bzw. Stab.

## Bildung und Fundorte
Schreibersit ist eines der Meteoritenminerale, die auf der Erde primär nicht vorkommen. Wegen der oxidierenden Bedingungen auf der Erdoberfläche und in der Erdkruste liegen Eisen und Phosphor nur oxidisch vor. Dagegen kann auf dem atmosphärelosen Mutterkörper der Eisenmeteoriten Eisenphosphid gebildet werden. Die Kristalle liegen in diesen Meteoriten tafelförmig in einer Matrix der Minerale Kamacit und Taenit vor.
Bei Ovifak in Grönland gibt es ein sekundäres Vorkommen von metallischem Eisen und Schreibersit. Es entstand beim Eindringen heißen Gesteinsmagmas in Kohlenflöze.
Insgesamt sind bisher rund 340 Fundorte für Schreibersit bekannt (Stand 2017).  Fundorte für meteoritischen Schreibersit sind unter anderem die in der Antarktis gefundenen Mondmeteoriten Allan Hills 77283 und Allan Hills 84008, der Campo-del-Cielo-Meteorit in Argentinien, der Indarch-Meteorit in Aserbaidschan.
Zu den wenigen rein irdischen Fundorten gehören unter anderem die Kohlegruben in der Gemeinde Commentry in der Region Auvergne-Rhône-Alpes und eine alte brennende Kohlenhalde in der Gemeinde Cransac-les-Thermes in der Region Okzitanien in Frankreich, ein nicht näher benannter Fundpunkt in der Hatrurim-Formation innerhalb der israelischen Wüste Negev und eine Scherzone mit Goldmineralisation bei Costeşti im rumänischen Kreis Vâlcea.